# Nolan North
Nolan Ramsey North, född 31 oktober 1970 i New Haven i Connecticut, är en amerikansk skådespelare och röstskådespelare.

## Biografi
North har gått på University of North Carolina at Chapel Hill med ett baseboll-stipendium och läste om journalistik. Han arbetade som reporter under nästan ett år i New Jersey innan han flyttade till New York och jobbade med ståuppkomik och skådespelning. Nolan flyttade så småningom till Hollywood och gick med i tv-serien Port Charles, där han spelade som Dr. Chris Ramsey från 1997 till 2003. Han gifte sig med skådespelerskan Jill Murray år 1999, som också spelade i Port Charles, och de har två barn. Efter tv-serien började han arbeta som röstskådespelare inom många datorspelsproduktioner.
En av hans mest anmärkningsvärda roller fick han år 2007 då han fick rollen som huvudkaraktären Nathan Drake i TV-spelet Uncharted: Drake's Fortune. Sedan dess har han fortsatt att spela som karaktären Drake i alla spelen inom Uncharted-serien. I en intervju med The Guardian berättade North att under hans spelning som Nathan Drake krävdes "mycket fantasi. Motion capture är i grunden teater inom Spandex; med ytterst lite rekvisita och man behöver en vilja av att göra en åsna av sig själv." North har nominerats två gånger på Spike Video Game Awards för kategorin: "Best Performance by a Human Male" för sin roll som Nathan Drake.
Andra av hans berömda röstroller inom datorspel inkluderar hans roll som "Desmond Miles" i Assassin's Creed-serien, "The Penguin" i Batman: Arkham City, "Dr. Edward Richtofen" i Call of Duty: World at War och Call of Duty: Black Ops, "Vossler" i Final Fantasy XII och "The Prince" i Prince of Persia
North är också känd för sina röstroller inom olika animerade TV-serier.

## Filmografi

### Animerade serier
| År        | Serie                                                                        | Roll | Noter | Källa       |
| --------- | ---------------------------------------------------------------------------- | --- | --- | ----------- |
| 2001      | Legenden om Tarzan                                                           | Scox | |             |
| 2006      | Ben 10                                                                       | Henchman, Teen Attendant                                                                                        | Avsnitt: "A Small Problem"                                                                                    |             |
| 2006–07   | Grymma sagor med Billy och Mandy: Waking Nightmare / Beware of the Undertoad | Exercise Dude, övriga roller                                                                                    | |             |
| 2007      | Back at the Barnyard                                                         | Stumpity Joe | Avsnitt: "Lights! Camera! Moo!/Animal Farmers"                                                                | [ 5 ]       |
| 2008      | Unstable Fables: 3 Pigs and a Baby                                           | Big Bad Wolf | |             |
| 2009      | Wolverine and the X-Men                                                      | Cyclops, Pyro, Berzerker, Carl, Doctor                                                                          | |             |
| 2009      | Hulk Vs.                                                                     | Deadpool | |             |
| 2010      | Fanboy & Chum Chum                                                           | Thorvald the Red                                                                                                | Avsnitt: "Norse-ing Around" och "Norse Code"                                                                  |             |
| 2010      | Star Wars: The Clone Wars                                                    | El-Les | Avsnitt: "Clone Cadets"                                                                                       |             |
| 2010      | The Avengers: Earth's Mightiest Heroes                                       | Balder, Jimmy Woo, Living Laser, Piledriver, Chemistro, övriga roller                                           | | [ 5 ] [ 6 ] |
| 2010      | Black Panther                                                                | Cyclops, Nightcrawler                                                                                           | | [ 5 ]       |
| 2011      | G.I. Joe: Renegades                                                          | Snow Job | Avsnitt: "White Out"                                                                                          | [ 5 ]       |
| 2011–13   | MAD                                                                          | Shrek, Thor, Captain America, Optimus Prime, Conan the Barbarian, Wolverine, James Bond, Ant-Man, övriga roller | |             |
| 2011      | Scooby-Doo! Mystery Incorporated                                             | Brad Chiles (som ung)                                                                                           | Avsnitt: "Pawn of Shadow" och "All Fear the Freak"                                                            |             |
| 2011      | Generator Rex                                                                | Dr. Branden Moses, Security Guard, övriga roller                                                                | Avsnitt: "Black in Black" och "A Femily Holiday"                                                              |             |
| 2012–13   | Transformers: Prime                                                          | Smokescreen, Skylynx, övriga roller                                                                             | Nominerad – BTVA Award Best Male Vocal Performance in a Television Series in a Supporting Role - Action/Drama | [ 5 ]       |
| 2012      | Regular Show                                                                 | Diverse röstroller                                                                                              | |             |
| 2012      | Teenage Mutant Ninja Turtles                                                 | The Kraang, Commander Grundch, Lunk, Chrome Dome, Mind Master, Graah, Slug Person, Bishop, övriga roller        | | [ 5 ]       |
| 2012–14   | DreamWorks Dragons                                                           | Stoick the Vast                                                                                                 | | [ 5 ]       |
| 2012      | Robot and Monster                                                            | Crikey, Blimey, Pendulum Depot, Lev Krumholtz, Uncle Kuffley                                                    | | [ 5 ]       |
| 2012–15   | Ultimate Spider-Man                                                          | John Jameson/Man Wolf, Maximus, Gorgon                                                                          | | [ 5 ]       |
| 2013–idag | Sanjay and Craig                                                             | Huggle Bunny, Ronnie Slithers                                                                                   | | [ 5 ]       |
| 2013–idag | Young Justice                                                                | Superboy, Superman, Zatara, Professor Ojo, Marvin White, L-6, Match, Clayface, Norman, Tribune                  | Nominerad – BTVA Award for Best Male Lead Vocal Performance in a Television Series - Action/Drama             | [ 5 ] [ 7 ] |
| 2013      | The Legend of Korra                                                          | Diverse röstroller                                                                                              | | [ 5 ]       |
| 2013      | Monsters vs. Aliens                                                          | Derek Dietl | Avsnitt: "It Came from Channel 5"                                                                             | [ 5 ]       |
| 2014–idag | Breadwinners                                                                 | Captain, Oonski the Great, övriga roller                                                                        | |             |
| 2014      | Curious George                                                               | Hunt Official, Nilguini                                                                                         | Avsnitt: "George and Allie's Lawn Service/Curious George's Scavenger Hunt"                                    |             |
| 2014      | Rick and Morty                                                               | Scroopy Noopers                                                                                                 | Avsnitt: "Something Ricked This Way Comes"                                                                    |             |
| 2014      | TripTank                                                                     | Diverse karaktärer                                                                                              | |             |
| 2014–idag | Hulk och agenterna K.R.O.S.S.A.                                              | Gorgon, Maximus, Werewolf by Night                                                                              | |             |
| 2014      | Kung Fu Panda: Legends of Awesomeness                                        | Diverse röstroller                                                                                              | |             |
| 2014–idag | Blaze and the Monster Machines                                               | Blaze | |             |
| 2015      | Pig Goat Banana Cricket                                                      | Diverse karaktärer                                                                                              | | [ 5 ]       |
| 2015      | Fresh Beat Band of Spies                                                     | Sven Frugengeblugen                                                                                             | Ep. "Frozen Fresh Beats"                                                                                      | [ 8 ] [ 5 ] |
| 2015      | Lego: Master Builders of the Universe                                        | Superman, Mico Manger                                                                                           | |             |
| 2015      | Frederick Cooper                                                             | Frederick | |             |

### Live action-roller
| År        | Serier                                   | Roll                 | Noter                                                | Källa |
| --------- | ---------------------------------------- | -------------------- | ---------------------------------------------------- | ----- |
| 1997      | Port Charles                             | Dr. Chris Ramsey     | Series Regular                                       |       |
| 2000      | Broken                                   | Rob McCardel         | Short film                                           |       |
| 2001      | Spyder Games                             | Dr. Horton           | 2 avsnitt                                            |       |
| 2003      | Six Feet Under                           | Soap Actor           | Avsnitt: "Perfect Circles" och "I'm Sorry, I'm Lost" |       |
| 2004      | She Spies                                | Peter                | Avsnitt: "Spies Gone Wild"                           |       |
| 2006      | Malcolm – Ett geni i familjen            | Leonard Nimoy        | Avsnitt: "Hal Grieves"                               |       |
| 2006      | Ned's Declassified School Survival Guide | Nigel Hattorff       |                                                      |       |
| 2006      | NCIS                                     | Officer Lou Giotti   | Avsnitt: "Faking It"                                 |       |
| 2007      | Ugly Betty                               | Morning TV show host |                                                      |       |
| 2007      | Big Love                                 | Joey's Lawyer        | Avsnitt: "Damage Control"                            |       |
| 2007      | CSI: Miami                               | Ken Walker           | Avsnitt: "Cyber-Lebrity"                             |       |
| 2007}     | Dirty Sexy Money                         | Walsh                | Avsnitt: "The Game"                                  |       |
| 2009      | Modern Family                            | Donald Flum          | Avsnitt: "En Garde"                                  |       |
| 2009      | Melrose Place                            | Curtis Heller        | Avsnitt: "San Vicente" och "Sepulveda"               |       |
| 2010–idag | Pretty Little Liars                      | Peter Hastings       |                                                      |       |
| 2012      | Haven                                    | Will Brady           | Avsnitt: "Last Goodbyes"                             |       |

### Filmer
| År   | Titel                   | Roll                   | Noter | Källa |
| ---- | ----------------------- | ---------------------- | ----- | ----- |
| 2006 | The Last Stand          | Scott Jacobs           |       |       |
| 2008 | Spiderwick              | Olika Goblins          |       |       |
| 2008 | On the Doll             | Charlie                |       |       |
| 2013 | Star Trek Into Darkness | USS Vengeance helmsman |       | [ 9 ] |

| År   | Titel                                                                     | Roll                        | Noter | Källa  |
| ---- | ------------------------------------------------------------------------- | --------------------------- | ----- | ------ |
| 2006 | Ultimate Avengers                                                         | Giant-Man                   |       |        |
| 2006 | Ultimate Avengers 2: Rise of the Panther                                  | Giant-Man                   |       |        |
| 2009 | Invasion of the Christmas Lights                                          | Narrator                    |       |        |
| 2010 | Justice League: Crisis on Two Earths                                      | Green Lantern, Power Ring   |       | [ 5 ]  |
| 2012 | Superman vs. The Elite                                                    | Pokolistani Ambassador      |       |        |
| 2013 | Transformers Prime Beast Hunters: Predacons Rising                        | Smokescreen, Skylynx        |       | [ 5 ]  |
| 2014 | Batman: Assault on Arkham                                                 | The Penguin, KGBeast        |       | [ 5 ]  |
| 2014 | Heavenly Sword                                                            | Master Shen, Kyo, Roach     |       | [ 5 ]  |
| 2014 | Lego DC Comics: Batman Be-Leaguered                                       | Superman, Alfred Pennyworth |       | [ 10 ] |
| 2015 | Lego DC Comics Super Heroes: Justice League vs. Bizarro League            | Superman, Bizarro           |       | [ 5 ]  |
| 2015 | Lego DC Comics Super Heroes: Justice League: Attack of the Legion of Doom | Superman                    |       |        |
| 2016 | Lego DC Comics Super Heroes: Justice League: Cosmic Clash                 | Superman                    |       | [ 11 ] |

| År   | Titel                                   | Roll                                | Noter | Källa |
| ---- | --------------------------------------- | ----------------------------------- | ----- | ----- |
| 2006 | Déjà Vu                                 | Ex-Fiance                           |       | [ 5 ] |
| 2007 | TMNT                                    | Raphael/Nightwatcher                |       | [ 5 ] |
| 2008 | Dr. Dolittle 4                          | Parrot                              |       | [ 5 ] |
| 2012 | The Outback                             | Hex                                 |       | [ 5 ] |
| 2012 | Back to the Sea                         | Farley                              |       |       |
| 2012 | Haja läget! 2                           | Bobby                               |       | [ 5 ] |
| 2012 | Dino Time                               | Morris, Guard #3                    |       | [ 5 ] |
| 2015 | SvampBob Fyrkant: Äventyr på torra land | Seagull, Dead Parrot, Pigeon Cabbie |       |       |

### Datorspel
| År      | Titel                                                | Roll | Noter | Källa               |
| ------- | ---------------------------------------------------- | --- | --- | ------------------- |
| 1999    | Interstate '82                                       | Hinkley | |                     |
| 2001    | Secret Service                                       | Agent Peirce | |                     |
| 2003    | The Cat in the Hat                                   | Fish | | [ 5 ]               |
| 2004    | Maximo vs. Army of Zin                               | Baron, Baron's Guard, Bandit | |                     |
| 2004    | EverQuest II                                         | Assistant Draek, Lieutenant Daro, Rion Rolana, Medic Brendan, Grayl Turfstrider, Jorgie Icearmor, Royal Guard Novice #2, qeynosian infiltrator, Agent Vylo, a Dervish Kingpin, Dranok Bileblood, freeport mole, Voltari il'Ferceri, Volarr, Mikul, Sandon Breezebender, Tamera Brinebringer, Arconius, Maliz T'Raan | |                     |
| 2004    | Ty the Tasmanian Tiger 2: Bush Rescue                | Karlos, Duncan, Snappy | | [ 5 ]               |
| 2005    | SWAT 4                                               | SWAT Officer Tony "Subway" Girard | | [ 5 ]               |
| 2005    | Area 51                                              | McCan | | [ 5 ]               |
| 2005    | Guild Wars                                           | Mhenlo, Olaf, Gron, Mamp | |                     |
| 2005    | God of War                                           | Hades, Greek Soldier, Fisherman | | [ 5 ]               |
| 2005    | The Incredible Hulk: Ultimate Destruction            | Guard #1 | |                     |
| 2005    | EverQuest II: Desert of Flames                       | Diverse röstroller | |                     |
| 2005    | Evil Dead: Regeneration                              | Deadites #2, #3, and #4 | | [ 5 ]               |
| 2005    | Dungeons & Dragons: Dragonshard                      | Diverse röstroller | |                     |
| 2005    | Ty the Tasmanian Tiger 3: Night of the Quinkan       | Karlos, Snappy | | [ 5 ]               |
| 2005    | Crash Tag Team Racing                                | Doctor N. Gin | | [ 5 ]               |
| 2005    | SpongeBob SquarePants: Lights, Camera, Pants!        | Gill Hammerstein | | [ 5 ]               |
| 2005    | Call of Duty 2                                       | Sergeant Randall | |                     |
| 2005    | Shrek SuperSlam                                      | Quasimodo | | [ 5 ]               |
| 2005    | Agatha Christie: And Then There Were None            | Patrick Narracott, The Harbormaster | | [ 5 ]               |
| 2005    | Gun                                                  | Diverse röstroller | |                     |
| 2005    | 50 Cent: Bulletproof                                 | Spinoza | |                     |
| 2006    | Ape Escape 3                                         | Dr. Tomoki | | [ 5 ]               |
| 2006    | SWAT 4: The Stetchkov Syndicate                      | SWAT Officer Tony "Subway" Girard | |                     |
| 2006    | Driver: Parallel Lines                               | The Mexican | |                     |
| 2006    | Keepsake                                             | Zak, Mustavio | |                     |
| 2006    | Predator: Concrete Jungle                            | Diverse röstroller | |                     |
| 2006    | Cars                                                 | Jeff Robertson | |                     |
| 2006    | Pirates of the Caribbean: The Legend of Jack Sparrow | Don Carrera De La Vega, Captured Pirate #3, Redcoat | | [ 5 ]               |
| 2006    | Saints Row                                           | Diverse röstroller | |                     |
| 2006    | Yakuza                                               | Krediterad, diverse röstroller | |                     |
| 2006    | Age of Empires III: The WarChiefs                    | George Armstrong Custer | |                     |
| 2006    | Marvel: Ultimate Alliance                            | Ghost Rider, Hawkeye | | [ 5 ]               |
| 2006    | Nicktoons: Battle for Volcano Island                 | Crab Soldier #1, Crab Soldier #2, Crab Refugee #2 | | [ 5 ]               |
| 2006    | Final Fantasy XII                                    | Vossler York Azelas | | [ 5 ]               |
| 2006    | SOCOM: U.S. Navy SEALs Combined Assault              | Vandal | |                     |
| 2006    | The Sopranos: Road to Respect                        | Diverse röstroller | |                     |
| 2007    | Lost Planet: Extreme Condition                       | Joe, Narrator | | [ 5 ]               |
| 2007    | Lost Planet: Colonies                                | Joe, Narrator | |                     |
| 2007    | Agatha Christie: Murder on the Orient Express        | Edward Masterman, Cyrus Hardman, Dr. Constantine | | [ 5 ]               |
| 2007    | Ratchet & Clank: Size Matters                        | Multiplayer voices | |                     |
| 2007    | Armored Core 4                                       | Sherring, VIP | |                     |
| 2007    | TMNT                                                 | Raphael | | [ 5 ]               |
| 2007    | The Darkness                                         | Jackie Estacado (som ung) | | [ 5 ]               |
| 2007    | World in Conflict                                    | Lt. Parker | |                     |
| 2007    | Halo 3                                               | Marine | | [ 5 ]               |
| 2007    | Crash of the Titans                                  | Doctor N. Gin, Tiny Tiger (Nintendo DS-versionen), Dingodile (Nintendo DS-versionen), diverse röstroller | | [ 5 ]               |
| 2007    | Power Rangers: Super Legends                         | Goldar, Operation Overdrive Red Ranger | |                     |
| 2007    | SpongeBob's Atlantis SquarePantis                    | Olika Atlantean vakter | |                     |
| 2007    | Assassin's Creed                                     | Desmond Miles, Abbas Sofian | | [ 5 ]               |
| 2007    | Uncharted: Drake's Fortune                           | Nathan Drake | | [ 5 ]               |
| 2007    | Unreal Tournament 3                                  | Bishop | |                     |
| 2007    | Nicktoons: Attack of the Toybots                     | Factorybots | |                     |
| 2008    | Lost Odyssey                                         | Dark Acolyte | |                     |
| 2008    | Destroy All Humans! Big Willy Unleashed              | Trahn, Ratpoo, Corn Cob King | | [ 5 ]               |
| 2008    | Dark Sector                                          | Soldater, Civila | | [ 5 ]               |
| 2008    | Metal Gear Solid 4: Guns of the Patriots             | Diverse röstroller | | [ 5 ] [ 12 ] [ 13 ] |
| 2008    | Crash: Mind over Mutant                              | Doctor N. Gin | |                     |
| 2008    | Saints Row 2                                         | Diverse röstroller | |                     |
| 2008    | SOCOM: U.S. Navy SEALs Confrontation                 | Commando 2, Pilot 2 | |                     |
| 2008    | Fable II                                             | Hero of Bowerstone (manlig röst) | | [ 5 ]               |
| 2008    | Quantum of Solace                                    | Diverse röstroller | |                     |
| 2008    | Valkyria Chronicles                                  | Musaad Mayfield | |                     |
| 2008    | Kung Fu Panda: Legendary Warriors                    | Baboon Goon #1, Gorilla Goon #1 | | [ 5 ]               |
| 2008    | Call of Duty: World at War                           | Dr. Edward Richtofen | |                     |
| 2008    | Destroy All Humans! Path of the Furon                | Emperor Meningitis | |                     |
| 2008    | Prince of Persia                                     | The Prince | |                     |
| 2009    | Halo Wars                                            | Sergeant John Forge | | [ 5 ]               |
| 2009    | The Lord of the Rings: Conquest                      | Gondorian Officer, Evil Human Officer | | [ 5 ]               |
| 2009    | MadWorld                                             | Operator B, Master Father (Francis), Yokozuna Daisangen | | [ 5 ]               |
| 2009    | Resistance: Retribution                              | Roland Mallery | | [ 5 ]               |
| 2009    | Infamous                                             | Civilian | |                     |
| 2009    | The Chronicles of Riddick: Assault on Dark Athena    | Vakter | | [ 5 ]               |
| 2009    | Terminator Salvation                                 | Dobkin | | [ 5 ]               |
| 2009    | Red Faction: Guerrilla                               | Diverse röstroller | |                     |
| 2009    | Prototype                                            | Diverse röstroller | |                     |
| 2009    | Transformers: Revenge of the Fallen                  | Sideswipe, diverse röstroller | |                     |
| 2009    | Shadow Complex                                       | Jason Fleming | | [ 5 ]               |
| 2009    | Marvel: Ultimate Alliance 2                          | War Machine, Sentry, Officer Swanson | |                     |
| 2009    | Halo 3: ODST                                         | Lance Corporal Kojo "Romeo" Agu | | [ 5 ]               |
| 2009    | Uncharted 2: Among Thieves                           | Nathan Drake | Nominerad – VGX Award for Best Voice Actor | [ 5 ]               |
| 2009    | Marvel Super Hero Squad                              | War Machine | |                     |
| 2009    | Uncharted: Eye of Indra                              | Nathan Drake | |                     |
| 2009    | Ratchet & Clank Future: A Crack in Time              | Sigmund, diverse röstroller | | [ 5 ]               |
| 2009    | Dragon Age: Origins                                  | Diverse röstroller | |                     |
| 2009    | Assassin's Creed II                                  | Desmond Miles, Adam | | [ 5 ]               |
| 2009    | The Saboteur                                         | Crochet, diverse röstroller | |                     |
| 2010    | Army of Two: The 40th Day                            | Elliot Salem | |                     |
| 2010    | Dark Void                                            | Will Grey | |                     |
| 2010    | White Knight Chronicles                              | Cyrus | International edition | [ 5 ]               |
| 2010    | Supreme Commander 2                                  | Dominic Maddox | |                     |
| 2010    | Final Fantasy XIII                                   | Diverse röstroller | |                     |
| 2010    | Resonance of Fate                                    | Vashyron | | [ 5 ] [ 14 ]        |
| 2010    | Trauma Team                                          | CR-S01 | |                     |
| 2010    | Alpha Protocol                                       | Steven Heck | | [ 5 ]               |
| 2010    | Transformers: War for Cybertron                      | Brawl, diverse röstroller | | [ 5 ]               |
| 2010    | Singularity                                          | Cpt. James Devlin | | [ 5 ]               |
| 2010    | Sniper: Ghost Warrior                                | O'Neil | |                     |
| 2010    | Mafia II                                             | Alberto Clemente, Medborgare | | [ 5 ]               |
| 2010    | Spider-Man: Shattered Dimensions                     | Ultimate Deadpool | | [ 5 ]               |
| 2010    | Final Fantasy XIV                                    | Cast | | [ 15 ]              |
| 2010    | Naruto Shippuden: Ultimate Ninja Storm 2             | Obito Uchiha (Tobi's Awakening) | |                     |
| 2010    | Call of Duty: Black Ops                              | Dr. Edward Richtofen | | [ 5 ]               |
| 2010    | Assassin's Creed: Brotherhood                        | Desmond Miles | | [ 5 ]               |
| 2010    | Tron: Evolution                                      | Behemoth, Sentries, Blaze | | [ 5 ] [ 16 ]        |
| 2010    | Marvel Pinball                                       | Deadpool | |                     |
| 2011    | Marvel vs. Capcom 3: Fate of Two Worlds              | Deadpool | |                     |
| 2011    | Knights Contract                                     | Minukelsus | | [ 5 ]               |
| 2011    | PlayStation Move Heroes                              | Deathbot | | [ 5 ]               |
| 2011    | Portal 2                                             | Corrupt Cores, Defective Turrets | | [ 5 ]               |
| 2011    | SOCOM 4: U.S. Navy SEALs                             | Gorman | |                     |
| 2011    | Transformers: Dark of the Moon                       | Bruticus, Cliffjumper | |                     |
| 2011    | Earth Defense Force: Insect Armageddon               | Archangel, Kicker | |                     |
| 2011    | White Knight Chronicles II                           | Cyrus | | [ 5 ]               |
| 2011    | X-Men: Destiny                                       | Cyclops, Adrian's father | | [ 5 ]               |
| 2011    | Batman: Arkham City                                  | The Penguin, Black Mask, diverse fångar/karaktärer | | [ 17 ]              |
| 2011    | Uncharted 3: Drake's Deception                       | Nathan Drake | Nominerad – VGX Award for Best Voice Actor Nominerad – BAFTA Games Award for Best Performer, 8th British Academy Video Games Awards Nominerad – BTVA Award for Best Male Vocal Performance in a Video Game | [ 5 ]               |
| 2011    | The Elder Scrolls V: Skyrim                          | Portal 2 Space Core | Official Valve mod |                     |
| 2011    | The Lord of the Rings: War in the North              | Eradan | | [ 5 ]               |
| 2011    | Assassin's Creed: Revelations                        | Desmond Miles | |                     |
| 2011    | Ultimate Marvel vs. Capcom 3                         | Deadpool | |                     |
| 2011    | Star Wars: The Old Republic                          | Jedi Consular Male | | [ 5 ] [ 18 ]        |
| 2012    | Uncharted: Golden Abyss                              | Nathan Drake | Nominerad – BAFTA Games Award for Best Performer, 9th British Academy Video Games Awards | [ 5 ]               |
| 2012    | Kinect Star Wars                                     | Mak Pra | | [ 5 ]               |
| 2012    | Lego Batman 2: DC Super Heroes                       | Scarecrow, Captain Boomerang, Hush | |                     |
| 2012    | Spec Ops: The Line                                   | Captain Martin Walker | | [ 5 ]               |
| 2012    | The Amazing Spider-Man                               | Alistair Smythe, diverse OSCORP vakter | | [ 5 ]               |
| 2012    | Transformers: Fall of Cybertron                      | Cliffjumper, Bruticus, Brawl, diverse röstroller | | [ 5 ]               |
| 2012    | Guild Wars 2                                         | Mänsklig spelarkaraktär | |                     |
| 2012    | Skylanders: Giants                                   | Diverse röstroller | |                     |
| 2012    | Team Fortress 2                                      | Merasmus, Bombinomicon, Redmond, Blutarch, Zepheniah, Soldier, Engineer | | [ 5 ] [ 19 ]        |
| 2012    | Assassin's Creed III                                 | Desmond Miles | | [ 5 ]               |
| 2012    | Lego The Lord of the Rings                           | Diverse röstroller | |                     |
| 2012    | Call of Duty: Black Ops II                           | Dr. Edward Richtofen, Bus Driver, Stanley Ferguson, Brutus | | [ 5 ]               |
| 2012    | Call of Duty: Black Ops – Declassified               | Alex Mason | |                     |
| 2012    | PlayStation All-Stars Battle Royale                  | Nathan Drake | | [ 5 ]               |
| 2013    | Sly Cooper: Thieves in Time                          | Cyrille LeParadox, El Jefe | | [ 5 ]               |
| 2013    | Injustice: Gods Among Us                             | General Zod | |                     |
| 2013    | Poker Night 2                                        | Fact Core | |                     |
| 2013    | Marvel Heroes                                        | Deadpool | | [ 5 ]               |
| 2013    | The Last of Us                                       | David | Nominerad – BTVA Award for Best Male Vocal Performance in a Video Game in a Supporting Role | [ 5 ]               |
| 2013    | Deadpool                                             | Deadpool, sig själv som ett påskägg | Nominerad – BTVA Award for Best Male Lead Vocal Performance in a Video Game | [ 5 ]               |
| 2013    | Dota 2                                               | Brewmaster, Earth Spirit, Gyrocopter, Keeper of the Light, Lone Druid, Lycan, Meepo, Ogre Magi, Shadow Demon, Troll Warlord | |                     |
| 2013    | Saints Row IV                                        | The Boss ("Nolan North" voice) | | [ 5 ]               |
| 2013    | Skylanders: Swap Force                               | Dune Bug, Mayor McBoom | |                     |
| 2013    | Lego Marvel Super Heroes                             | Ant-Man, Cyclops, Deadpool, Green Goblin, Magneto, Pyro, Vulture | | [ 5 ]               |
| 2013    | Assassin's Creed IV: Black Flag                      | Desmond Miles | |                     |
| 2013    | Nickelodeon's Teenage Mutant Ninja Turtles           | Kraang | | [ 5 ]               |
| 2013    | Batman: Arkham Origins                               | Penguin | |                     |
| 2013    | The Outfit                                           | Allied Soldier, Resistance Fighter | |                     |
| 2013    | Young Justice: Legacy                                | Superboy, Superman | | [ 5 ]               |
| 2014    | Lightning Returns: Final Fantasy XIII                | Diverse röstroller | | [ 20 ]              |
| 2014    | Titanfall                                            | Hammond | | [ 21 ]              |
| 2014    | Transformers: Rise of the Dark Spark                 | Bruticus, Cliffjumper | |                     |
| 2014    | Spider-Men Unlimited                                 | Green Goblin, Oscorp Announcer | | [ 5 ]               |
| 2014    | Disney Infinity: Marvel Super Heroes                 | Green Goblin, Rocket Raccoon | |                     |
| 2014    | Middle-earth: Shadow of Mordor                       | Black Hand | | [ 5 ] [ 22 ]        |
| 2014    | Skylanders: Trap Team                                | Dune Bug | |                     |
| 2014    | Lego Batman 3: Beyond Gotham                         | Beast Boy, Firestorm, Hush, Mad Hatter, Orion, Toyman, Condiment King, Jor-El, Bizzaro | |                     |
| 2014    | World of Warcraft: Warlords of Draenor               | Lunarfall Footman | |                     |
| 2014    | LittleBigPlanet 3                                    | Marlon Random | | [ 5 ]               |
| 2014–15 | Tales from the Borderlands                           | August | | [ 5 ]               |
| 2015    | Saints Row: Gat out of Hell                          | The Boss (valbar röst) | | [ 5 ]               |
| 2015    | Dying Light                                          | Bernard | Cuisine & Cargo DLC |                     |
| 2015    | Infinite Crisis                                      | Atomic Green Lantern, Atomic Joker | | [ 23 ] [ 24 ]       |
| 2015    | Lego Jurassic World                                  | Diverse röstroller | | [ 25 ]              |
| 2015    | Batman: Arkham Knight                                | Penguin | | [ 26 ]              |
| 2015    | Hellraid                                             | Aiden, The Cursed Kin | |                     |
| 2015    | Disney Infinity 3.0                                  | Rocket Raccoon, Green Goblin | | [ 27 ]              |
| 2015    | Destiny                                              | Ghost | Replaced Peter Dinklage for Destiny: The Taken King |                     |
| 2015    | Skylanders: SuperChargers                            | Dune Bug | | [ 28 ]              |
| 2015    | Lego Dimensions                                      | General Zod, Space Core | | [ 29 ]              |
| 2015    | Guild Wars 2: Heart of Thorns                        | Human Male Player, Mordremoth | Expansion pack | [ 30 ]              |
| 2015    | Call of Duty: Black Ops III                          | Dr. Edward Richtofen | | [ 31 ]              |
| 2015    | Fallout 4                                            | Finn, diverse röstroller | | [ 32 ]              |
| 2016    | Uncharted 4: A Thief's End                           | Nathan Drake | | [ 33 ]              |
| 2017    | Destiny 2                                            | Ghost | |                     |
| 2018    | Destiny 2: Forsaken                                  | Cayde-6 | Forsaken Expansion and after |                     |